# Ловачка секција Плавчево
Ловачка секција Плавчево је ловачка секција из Плавчева и припада Ловачком Удружењу Јелен Кучево. Основана је 2011. године.